# Sophie Hediger
Sophie Hediger   (Horgen, 14 de desembre de 1998 - Arosa Lenzerheide, 23 de desembre de 2024) fou una surfista de neu suïssa. Competí als Jocs Olímpics d'hivern de Pequín de 2022, en les categories de cros femení i cros mixt.
Hediger competí en la Copa del món de surf de neu de 2018-2019, de 2019-2020, de 2020-2021 i de 2021-2022.
Morí en una allau a Arosa Lenzerheide, el 23 de desembre de 2024, a 26 anys. Segons transcendí, ella i un conegut es trobaven a la pista etiquetada com a «Diamant negre», atesa la seva dificultat, que en aquell moment estava tancada per risc d'allau.